# Love Forever
Love Forever är en EP av The Mary Onettes, utgiven den 28 februari 2012 på skivbolaget Labrador. Skivan släpptes digitalt och som 12"-vinyl i en limiterad utgåva om 1 000 exemplar.
Albumet spelades in i House Arrest Studio. "Love's Taking Strange Ways" och "Will I Ever Be Ready" producerades och mixades av Dan Lissvik medan övriga spår producerades och mixades av The Mary Onettes. Skivan mastrades i Svenska Grammofonstudion av Hans Olsson. Omslaget gjordes av Hanna af Ekström.

## Låtlista
Alla låtar är skrivna och komponerade av Philip Ekström. 
| Nr | Titel                                 | Längd |
| -- | ------------------------------------- | ----- |
| 1. | Love's Taking Strange Ways            | 4:41  |
| 2. | Will I Ever Be Ready                  | 3:49  |
| 3. | A Breaking Heart Is a Brilliant Start | 3:42  |
| 4. | 8th of June                           | 3:03  |

## Medverkande
Musiker
- Petter Agurén
- Henrik Ekström
- Philip Ekström
- Simon Fransson
- Lina Molander – stråkar

Övriga
- Hanna af Ekström – artwork
- Philip Ekström – producent, mixning
- Dan Lissvik – producent, mixning
- Hans Olsson – mastering

### Fotnoter
1. ↑  ”The Mary Onettes”. Labrador Records. Arkiverad från originalet den 18 februari 2012. https://web.archive.org/web/20120218183021/http://www.labrador.se/releases/themaryonettes.php3. Läst 18 februari 2012.
2. ↑  ”Love Forever”. Discogs.com. http://www.discogs.com/Mary-Onettes-Love-Forever/release/3518983. Läst 27 november 2013.